# Colin Carrie
Colin Carrie (né le 11 avril 1962 à Hamilton, Ontario) est un homme politique canadien ; il est actuellement député à la Chambre des communes du Canada, représentant la circonscription ontarienne de Oshawa depuis 2004 sous la bannière du Parti conservateur du Canada.